# Ignaz Sieber
Ignaz Sieber (8. listopadu 1808 Varnsdorf – 22. června 1887 Liberec) byl český a rakouský právník a politik německé národnosti, během revolučního roku 1848 poslanec Říšského sněmu.

## Biografie
Pocházel z varnsdorfské rodiny textilního továrníka. Vychodil gymnázium v České Lípě a Karlo-Ferdinandovu univerzitu v Praze, kde byl 3. června 1835 promován na doktora práv. Profesí působil jako advokát, psal rovněž básně.
Zpočátku byl advokátem v Jáchymově, od roku 1849 v Liberci. V letech 1861–1876 zasedal v libereckém obecním zastupitelstvu. V roce 1866 mu byl udělen Řád Františka Josefa.
Během revolučního roku 1848 se pak zapojil do politického dění. Ve volbách roku 1848 byl zvolen na rakouský ústavodárný Říšský sněm. Zastupoval volební obvod Jáchymov. Uvádí se jako advokát. Patřil ke sněmovní levici.